# Jan Andries de Nooij
Jan Andries de Nooij (Ede, 15 februari 1924 – 20 december 2016) was een Nederlandse verzetsstrijder. Hij was actief in de regio-Ede en was betrokken bij de Slag om Arnhem en de nasleep daarvan.

## Levensloop
De Nooij werd geboren als de een-na-jongste in een gezin van acht kinderen. Tijdens de Tweede Wereldoorlog was een aantal leden in de familie-De Nooij actief binnen het verzet. De Nooijs broer Menno was een van de leiders van het lokale verzet. Op 3 mei 1942 werd De Nooij gearresteerd door de Edese gemeentepolitie omdat hij met een jodenster op rondliep, hoewel hij niet joods was. Dit deed hij uit protest tegen de Jodenvervolging. De Nooij werd overgebracht naar de Sicherheitsdienst in Arnhem. Hij zat zes weken vast in het Huis van Bewaring, voordat hij werd vrijgelaten. Hij kreeg een voorwaardelijk celstraf van 2 jaar opgelegd.
Als onderdeel van Operatie Market Garden landde vanaf 17 september 1944 de 1e Luchtlandingsdivisie op de Ginkelse Heide bij Ede. Zij hadden de taak om de Rijnbrug in Arnhem te veroveren. De Nooij trad tijdens de Slag om Arnhem op als een van de gidsen van de Britten. Na de door de geallieerden verloren slag waren er veel parachutisten achtergebleven in de regio. Zij werden door het verzet opgevangen. In de nacht van 22 op 23 oktober vond er onder de naam Operatie Pegasus I een ontsnappingsactie plaats, waarbij honderdveertig man, merendeels luchtlandingstroepen, dwars door de Duitse linies slopen, en tussen Renkum en Wageningen de Rijn overstaken. De Nooij was een van de gidsen die de oversteek naar bevrijd gebied maakte.
In Engeland kreeg De Nooij op voorspraak van brigadegeneraal John Hackett een opleiding tot navigator bij de Royal Air Force. Op het moment dat hij zijn opleiding afrondde was de oorlog al voorbij, waardoor hij niet meer in actie kwam. Hij vond werk bij het Engelse bedrijf De La Rue en was verantwoordelijk voor de marketing van geldautomaten in de Verenigde Staten en een aantal Europese landen. Daarnaast was hij meerdere jaren commissaris bij Macostan, het familiebedrijf van de familie-De Nooij.
De Nooij overleed in 2016 op 92-jarige leeftijd.

## Persoonlijk
De Nooij ontving van de Amerikaanse regering de Medal of Freedom. Hij trouwde drie maal. Zijn eerste huwelijk, waaruit twee dochters voortkwamen, liep uit op een scheiding.